# Monument à Samuel de Champlain

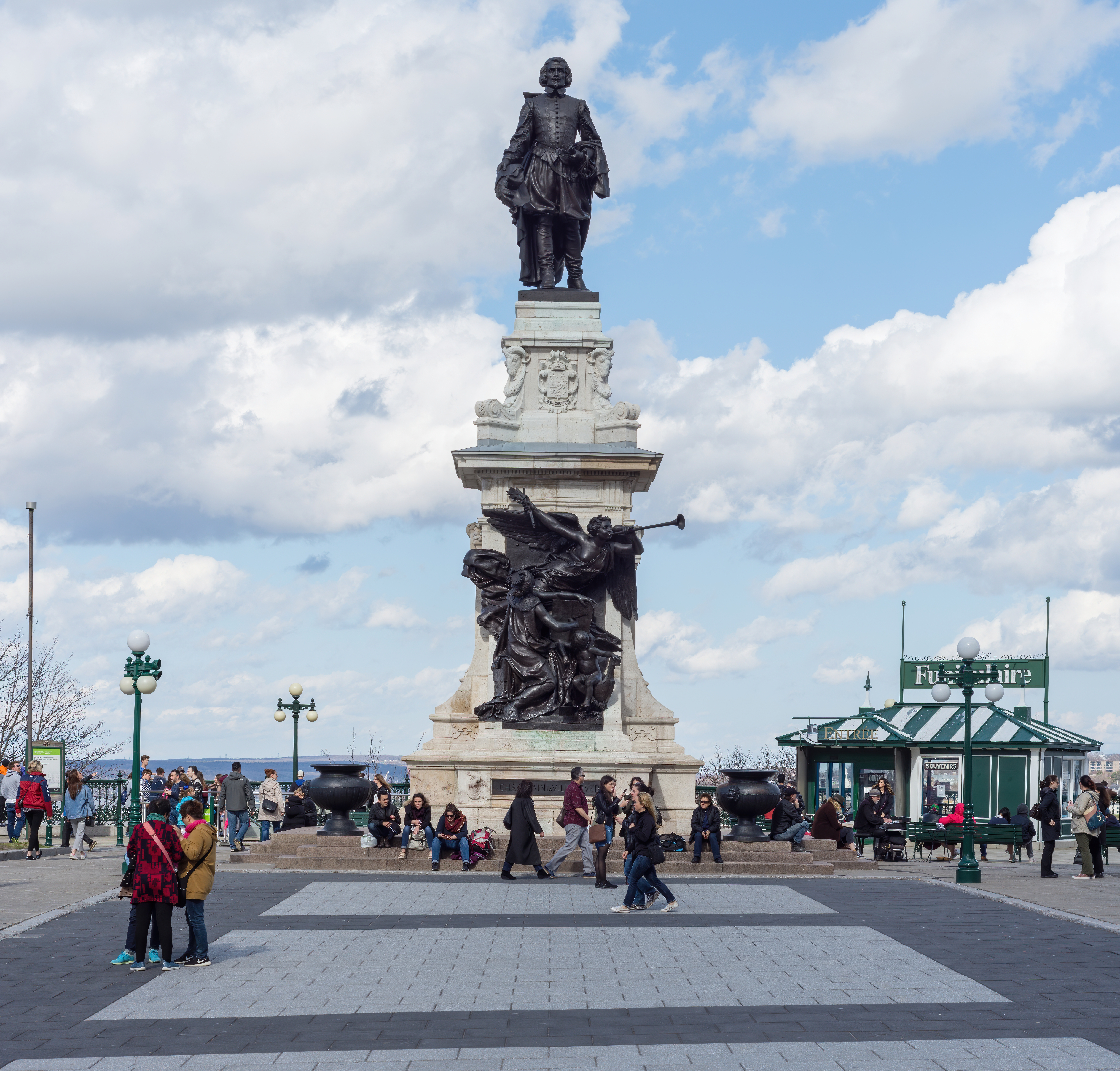
Monument à Samuel de Champlain

Le monument à Samuel de Champlain, du sculpteur Paul-Romain Chevré, est un monument qui honore depuis le 21 septembre 1898 la mémoire de Samuel de Champlain, fondateur de Québec, sur la terrasse Dufferin, près du château Frontenac, dans le quartier du Vieux-Québec, à Québec, au Canada. C'est un des symboles de la ville de Québec.

## Histoire
Le projet d'édifier un monument au fondateur de la ville de Québec remonte en 1855 alors que la Société Saint-Jean-Baptiste de Québec y songe sérieusement. Mais les coûts pour réaliser une telle œuvre la fait reculer. À l'été 1867, le statuaire parisien Louis Rochet offre gratuitement ses services pour réaliser le monument à la condition que la ville assume les coûts de la fonte et des matériaux. Mais la ville n'est pas prête à une telle dépense. Au printemps de 1879, James MacPherson Le Moine présente une résolution à une réunion de la Quebec Litterary and Historical Society appuyant l'idée de réaliser le monument. Mais aucune action ne s'ensuit.
À l'automne 1890, la Société Saint-Jean-Baptiste de Québec relance le projet et prend les moyens de sa réalisation. Le président de la société, Jules Tessier, envoie une lettre sollicitant l'appui du maire et des échevins. Une organisation structurée, sous la présidence du juge Alexandre Chauveau, fait en sorte que le projet finisse par aboutir.
Un comité de souscription fixe à 30 000 dollars la somme à recueillir. S'ouvre, le 2 janvier 1896, un concours qui décidera du choix de l'artiste. Onze dessins et quatorze maquettes sont présentés à un comité de sélection présidé par Henri-Gustave Joly de Lotbinière. Le comité était composé d'Alexandre Chauveau, Napoléon Bourassa, Charles Huot, François-Xavier Berlinguet, Georges-Émile Tanguay, Eugène Hamel, Ludovic Brunet et du chanoine Bouillon. Le jury choisira le projet présenté par le jeune sculpteur parisien Paul-Romain Chevré, associé à l'architecte Paul-Alexandre Le Cardonnel.
L'inauguration de la statue à eu lieu le 21 septembre 1898 sous la présidence du gouverneur général du Canada, lord John Campbell Hamilton-Gordon Aberdeen accompagné avec le premier ministre du Canada, Wilfrid Laurier, le premier ministre du Québec, Félix-Gabriel Marchand et du lieutenant-gouverneur, Louis-Amable Jetté.

## Description
Le monument mesure 16 mètres et la statue en bronze de Champlain fait 4,25 mètres. À la base, se trouve notamment une personnification de la ville. La statue est une représentation de Samuel de Champlain dans sa quarantaine.
La statue de Champlain est la réalisation du sculpteur français Paul Chevré. Elle a été fabriquée en France, pour faciliter son transport, la statue a été transportée en plusieurs sections. Cette dernière a fait la renommée de l'artiste et si elle est désormais la plus reconnue de Chevré, l'accueil qui l'accompagne à l'époque est mitigé : La Semaine Commerciale va jusqu'à conseiller au sculpteur de prendre des cours, pour avoir produit un « gros mousquetaire triste ». Avec le temps, cependant, l’œuvre est devenue une pièce appréciée du patrimoine local, et est parfois considérée comme la meilleure représentation du personnage.
Une autre statue notable de Samuel de Champlain se trouve à Ottawa, à Nepean Point, près du pont Alexandra. 45° 25′ 46″ N, 75° 42′ 05″ O

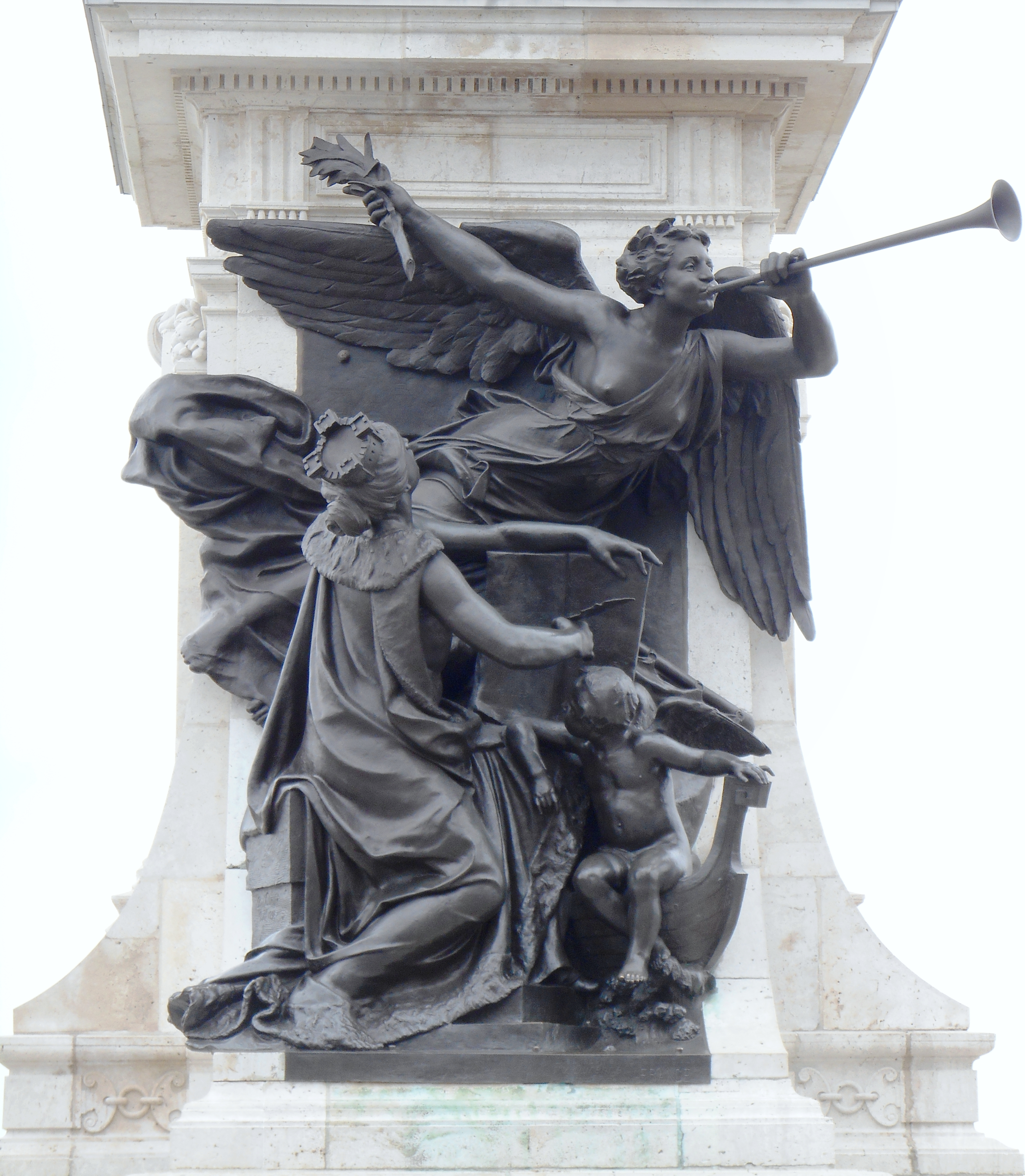
Base du monument.
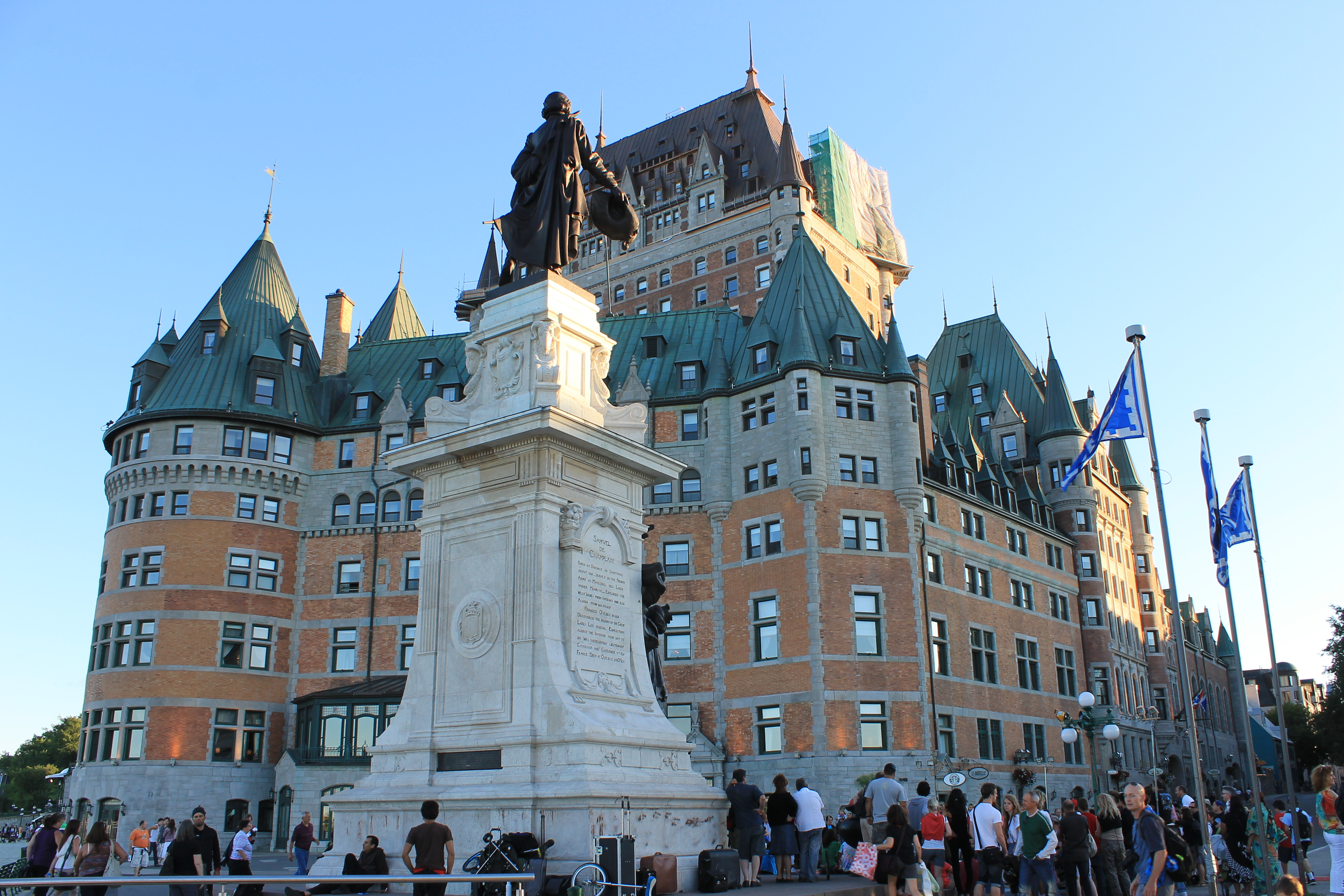
Monument avec le château Frontenac en arrière-plan.
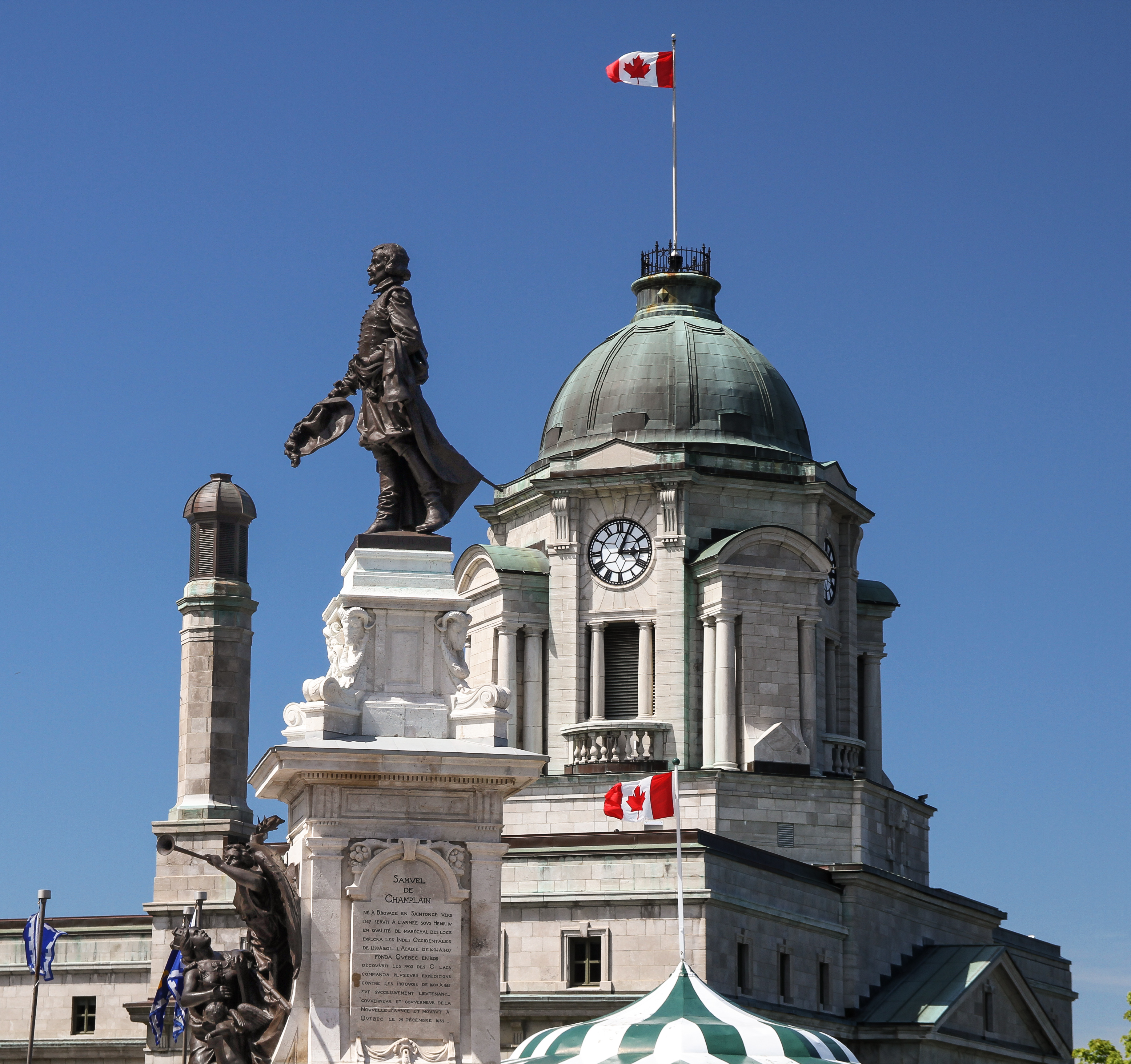
Monument avec l'édifice Louis S. St-Laurent en arrière-plan.
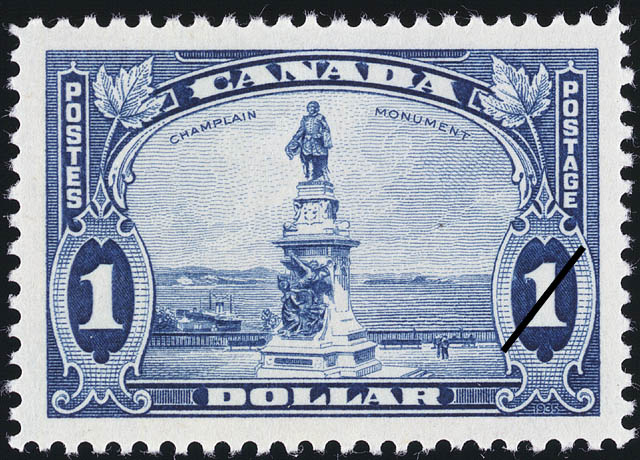
Timbre postal d'un dollar canadien (1935) avec le monument.